# Muhàmmad Xah II Karim Gudjarati
Muhàmmad Xah II Karim (?-1451) fou sultà de Gujarat. Va succeir al seu pare Ahmad Shah I Gudjarati quan va morir l'agost de 1442. Era un home generós i amable que va continuar la política paterna. El 1446 va atacar Idar que va comprar la pau amb un enllaç matrimonial (la filla del raja es va casar al sultà). El 1449 va atacar Campaner però el raja va demanar ajut a Mahmud I de Malwa i es va haver de retirar. Al retorn de Malwa es va posar malalt i va morir a Ahmedabad el febrer de 1451. El va succeir el seu fill Djalal Khan amb el nom de Ahmad Shah II Kutb al-Din Gudjarati.

## Referència
1. ↑  M. S. Comissariat, History of Gujarat, Londres 1928, reedició Bombai 1957